# Златко Захович
Златко Захович (словен. Zlatko Zahovič; МФА: [ˈzlaːtkɔ ˈzaːxɔʋitʃ] ( прослухати)) (нар. 1 лютого 1971, Марибор, Югославія [сучасна Словенія]) — словенський футболіст, нападник, найкращий бомбардир збірної Словенії. З 2007 — спортивний директор клубу «Марибор»

## Клубна кар'єра
Захович народився в Мариборі і почав грати у футбол в місцевому юнацькому клубі «Ковінар». В 1989 році він розпочав кар'єру професійного гравця в белградському «Партизані», за який виступав до 1993 року, з перервою в сезоні 1990/91, коли його було віддану в оренду до клубу «Пролетер» (Зренянин). В 1993 році він переходить до португальського клубу «Віторія» Г.. 1996 року він привернув увагу селекціонерів португальського «Порту», за який відіграв наступні три сезони. В 1999 році Захович переходить до грецького «Олімпіакоса», але внаслідок конфлікту з керівництвом клубу покинув його, навіть не догравши сезон, і перейшов до іспанської «Валенсії».
У складі «Валенсії» в 2001 році Захович брав участь в фіналі Ліги Чемпіонів, який «Валенсія» програла за результатом серії післяматчевих пенальті чемпіону Німеччини мюнхенській «Баварії». Захович був одним з тих, хто не зумів забити гол в тій серії: хоча удар був виконаний вдало і точно, воротар «Баварії» Олівер Кан зумів вгадати напрямок удару і майстерно перехопив м'яч.
У «Валенсії» Захович також відіграв лише один сезон, після чого повернувся до Португалії, підписавши в 2001 році контракт з «Бенфікою».

## Національна збірна
Перший матч Заховича в складі національної збірної Словенії відбувся 7 листопада 1992 року; це був товариський матч проти Кіпру.
В 1998—1999 роках словенська збірна вдало пройшла кваліфікацію до Чемпіонату Європи 2000 в Бельгії і Нідерландах, посівши у відбірній групі друге місце і подолавши збірну України в стикових матчах. Захович добре відіграв відбірний цикл, і у фінальній частині чемпіонату також виступив дуже вдало, забивши три з чотирьох голів збірної Словенії.
Словенія також пройшла кваліфікацію до Чемпіонату світу 2002 року в Південній Кореї та Японії, але під час фінальних змагань Захович вкрай розсварився з тренером збірної Сречко Катанецем і був відправлений додому після першого матчу Словенії проти збірної Іспанії.
Катанец подав у відставку відразу по закінченні чемпіонату світу, і Захович повернувся до збірної. Востаннє він виходив на поле у складі збірної 28 квітня 2004 року проти збірної Швейцарії. Всього за збірну він відіграв 80 матчів і забив 35 голів, і на теперішній час (квітень 2007) є найкращим бомбардиром збірної Словенії за часів її незалежності і утримує рекорд кількості зіграних за неї матчів.

## Інше
Захович здобув собі сумну славу численними суперечками і сварками з тренерами, які подеколи виплескувались на сторінки газет. Його конфлікт зі Сречко Катанецем під час чемпіонату світу був найгучнішим, але ще в «Олімпіакосі» він жорстоко сварився з керівництвом клубу, внаслідок чого був змушений покинути клуб ще до закінчення сезону. В «Валенсії» він також мав конфлікт з тренером Ектором Купером, який, на думку Заховича, не давав йому достатньо ігрової практики, однак залишався в клубі до кінця сезону 2000/01, після чого перейшов до португальської «Бенфіки».

## Титули і досягнення
- Володар Кубка Югославії (1):

«Партизан»: 1991-92
- Чемпіон Португалії (4):

«Порту»: 1996-97, 1997-98, 1998-99
«Бенфіка»: 2004-05
- Володар Кубка Португалії (2):

«Порту»: 1997-98
«Бенфіка»: 2003-04
- Володар Суперкубка Португалії (3):

«Порту»: 1996, 1998, 1999
- Чемпіон Греції (1):

«Олімпіакос»: 1999-2000